# 恐懼事件簿
「看看你的周遭。在都市裡，真的安全嗎？世間流傳著許多故事，也許不全是虛構的呢？恐懼，無所不在。」
《恐懼事件簿》是以5分鐘為一個單元，總計10支不同故事的系列微電影。創作靈感來自於臺灣日常生活當中的各種偶發事件，寫實恐懼，主要概念為「恐懼，無所不在」。導演與劇本統籌為詹大為，製片為郭文雯。於2014年10月24日公開第一集，之後於2015年6月22日在LINE TV一次上架全部十集，獨家免費播映，目前則在臺灣LiTV免費播映全系列十集。

## 集數
| 事件 | 標題 | 投稿人         | 拍攝日期 | 演員                                                                                |
| 一   | 快逃 | 臺南市 Maggie  | 8月13日  | 主演：吳思瑞、盧正嚴 客串：林孝勇、周苡軒                                           |
| 一   | 【簡介】下午4：29，身穿學生制服的女孩，醒來後發現自己被綁在椅子上。她失去了短暫的記憶，也發現媽媽死在身旁，而爸爸手上沾滿鮮血……    |                |          |                                                                                     |
| 二   | 深夜的值班 | 新北市 Steven  |          | 主演：簡嘉瑩、高偉倫                                                                |
| 二   | 【簡介】醫院的深夜，值班護士從電話中得知，有一位危險的精神病患脫逃了……                                                             |                |          |                                                                                     |
| 三   | 監視錄影 | 新北市 James   | 8月11日  | 主演：林懷、陳淮君                                                                  |
| 三   | 【簡介】A女和B女深夜回到公寓，喝酒聊天後發現房間有被入侵的跡象。她們檢查監視錄影，找尋竊賊進入的事實，然而事情發展卻超出她們預料。 |                |          |                                                                                     |
| 四   | 十九 | 桃園市 Vincent |          | 主演：趙福臨、林孝勇 客串：王子安、張祈而、吳俐靜                                   |
| 四   | 【簡介】兩位大學生晚上騎機車，經過隧道時發生了怪事，導致A昏迷住院，B取得行車記錄器，發現可怕的事實……                               |                |          |                                                                                     |
| 五   | 媽媽 | 臺北市 Aaron   | 8月17日  | 主演：李和濬、黃詩穎、陳禾蓁                                                        |
| 五   | 【簡介】丈夫在爭吵後將太太殺害。有一天，小孩卻告訴爸爸……                                                                           |                |          |                                                                                     |
| 六   | 偷聽 | 臺北市 Casper  |          | 主演：詹佳儒、沈偉成                                                                |
| 六   | 【簡介】業務員經常四處奔波，這一天，他偷聽到廁所內的對話……                                                                         |                |          |                                                                                     |
| 七   | 超能力 | 臺北市 Sean    |          | 主演：朱俊憲、吳俐靜                                                                |
| 七   | 【簡介】「隔空推物」是A男引以為傲的一項特殊能力，不過有一天，他心儀的女生發現了這超能力的祕密……                                    |                |          |                                                                                     |
| 八   | 加班 | 高雄市 Yao     |          | 主演：曾子益 客串：柳秉良、廖振祺、涂芳祥、魏至寧、沈偉成、Katy Kuo、蔡瑋辰、曾彭財 |
| 八   | 【簡介】第一次加班到深夜，經過這一夜，他才瞭解為什麼前輩們都叫他早點回家……                                                         |                |          |                                                                                     |
| 九   | 信箱 | 新北市 L.T.    |          | 主演：余翊帆、廖本程                                                                |
| 九   | 【簡介】派報生走進小巷塞信箱DM，他完全沒有發現，自己進入了陰陽界……                                                                 |                |          |                                                                                     |
| 十   | 休館 | 宜蘭市 Frank   |          | 主演：顏毓麟 客串：陳可錞                                                           |
| 十   | 【簡介】圖書館的職員深夜加班，這天，有位特殊的客人光臨……                                                                           |                |          |                                                                                     |

## 外部連結
- LiTV影音網站《恐懼事件簿》
- 集合電影《恐懼事件簿》幕後花絮